# نظرية الألعاب التطورية

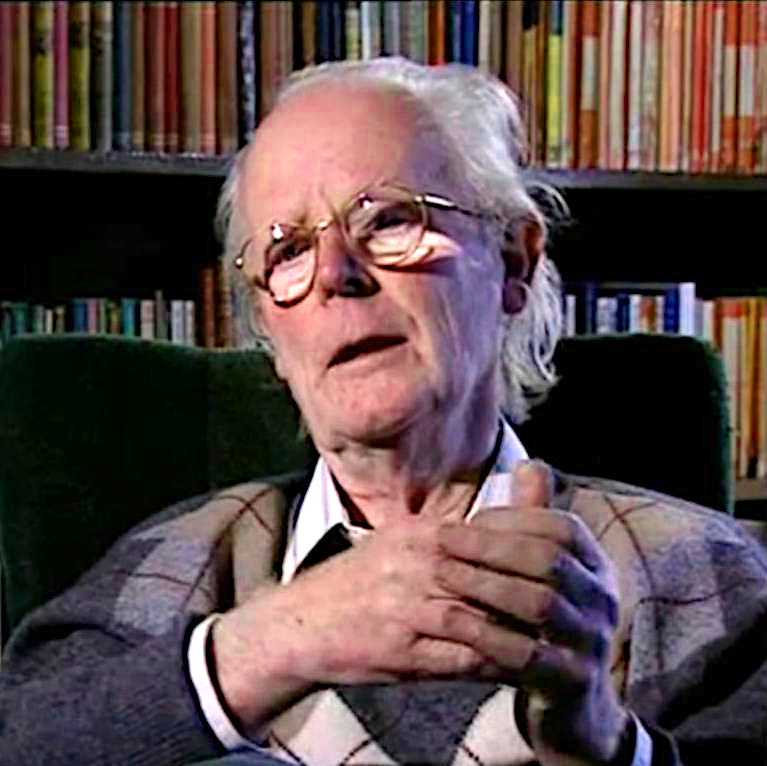

تتمثل نظرية الألعاب التطورية (بالإنكليزية: Evolutionary game theory) في تطبيق نظرية الألعاب على الجمهرات المتطورة في علم الأحياء، وهي تحدد أُطُراً تسابقية، واستراتيجية وتحليلية يمكن نمذجة التنافسية الداروينية بموجبها، وقد نشأت عام 1973 عندما حلل جون ماينارد سميث وجورج آر. برايس المباريات كاستراتيجيات، ووضعا المعايير الرياضية التي يمكن استخدامها لتوقّع نتائج الاستراتيجيات المتنافسة.
وتختلف نظرية الألعاب التطورية عن نظرية الألعاب التقليدية بأنها تركز بشكل أكبر على ديناميكا تغير الاستراتيجية، ويتأثر ذلك بتكرار الاستراتيجيات المتنافسة في الجمهرة.
وقد ساعدت نظرية الألعاب التطورية على تفسير أساس السلوكيات الغيرية في التطور الدارويني، وقد أصبحت بدورها موضعاً لاهتمام علماء الاقتصاد، والاجتماع، وعلم الإنسان، بالإضافة إلى الفلاسفة.

## لمحة تاريخية

### نظرية الألعاب التقليدية
تبنّى جون فون نيومان نظرية الألعاب التقليدية غير التعاونية التقليدية لتحديد الاستراتيجيات المثلى أثناء تنافس الخصوم، وتتضمن المباراة لاعبين، يختار كل منهم تحركاته، ويمكن أن تكون الألعاب أحادية الجولة أو متكررة، وتشكّل المقاربة التي يتخذها اللاعب أثناء القيام بتحركاته استراتيجيته، وتحكم القواعد نتائج هذه التحركات، والتي تؤدي بدورها لمكاسب لللاعبين، ويمكن التعبير عن القواعد والمكاسب الناتجة على هيئة شجرة قرار أو مصفوفة مكاسب، وتتطلب نظرية الألعاب التقليدية انتقاء اللاعبين خيارات عقلانية، فيجب أن يتذكر كل لاعب التحليل الاستراتيجي بأن خصمه سيتّخذ قراره الخاص أيضاً.

### تكييف نظرية الألعاب مع الألعاب التطورية
استدرك ماينارد سميث أن الإصدار التطوري من نظرية الألعاب لا يتطلب تصرّف اللاعبين بعقلانية، بل امتلاكهم إستراتيجية ما فقط، لتُظهر نتائج المباراة مدى جودتها، مثلما يختبر التطور الاستراتيجيات البديلة للقدرة على النجاة والتكاثرـ إذ تكون الاستراتيجيات في علم الأحياء صفات موروثة جينياً تضبط تصرفات الفرد، بشكل شبيه لبرامج الحاسوب، ويتحدد نجاح الاستراتيجية بجودتها في ظل استراتيجيات منافسة (بما فيها ذاتها)، ومدى تكرار استخدامها.
ويهدف المشاركون لإنتاج أكبر عدد من النسخ المتماثلة عن أنفسهم، ويُقدّر المكسب بواحدات الصلاحية (الكفاءة النسبية للقدرة على التكاثر)، وتكون المباراة دوماً متعددة اللاعبين وبمنافسين كثر، وتتضمن القواعد ديناميكا النَسخ المتماثل، بمعنى آخر كيف سيُنتج اللاعبون الأكثر صلاحية نسخاُ متماثلة عن أنفسهم ضمن الجمهرة، وكيف سيُعدم أولئك الأقل صلاحية، وذلك في معادلة للنس المتماثل.
تُنمذج ديناميكا النسخ المتماثل الوراثة دوناً عن الطفرات، وتفترض التكاثراللاجنسي على سبيل البساطة، وتُجرى المباريات بشكل متكرر دون وجود شروط ناهية، وتتضمن النتائج ديناميكا التغيرات في الجمهرة، ونجاح الاستراتيجيات، وأية حالة توازن يتم الوصول إليها، وعلى عكس نظرية الألعاب التقليدية، لا يختار اللاعبون استراتيجياتهم وليس بإمكانهم تغييرها، فهم يرثونها عند ولادتهم ويوّرثونها نفسها لنسلهم لاحقاً.

## الألعاب التطورية

### النماذج
تطوق نظرية الألعاب التطورية التطور الدراويني، بما يتضمن المنافسة (أي المباراة)، والاصطفاء الطبيعي (النسخ المتماثل والديناميكا)، والوراثة، فقد ساهمت هذه النظرية في استيعاب اصطفاء المجموعات، والاصطفاء الجنسي، والغيرية، والرعاية الأبوية، والتطور المشترك والديناميكا البيئية، وقد حُدّدت العديد من الحالات غير البديهية في هذه المجالات بأساس رياضي صارم باستخدام هذه النماذج.
وتُعتبر معادلة النسخ المتماثل الطريقة الأشيع لدراسة الديناميكا التطورية في المباريات، إذ تُظهر معدل نمو نسبة الكائنات الحية باستخدام إستراتيجية معينة، ويكون هذا المعدل مساوياً للفرق بين المكسب الوسطي لهذه الاستراتيجية، والمكسب الوسطي للجمهرة ككل، وتفترض معادلات النسخ المتماثل المستمرة جمهرات غير محدودة، وزمناً مستمراً، ومزجاً مكتملاً، وأن الاستراتيجيات تُنتج كائنات أصيلة.
تكون عوامل الجذب (وهي نقاط ثابتة) في المعادلات مكافئة للحالات الثابتة تطورياً، كالاستراتيجية التي تستطيع أن تُنجي جميع الحالات (الطافرة)، وفي سياق السلوك الحيواني يعني ذلك عادة أن الاستراتيجيات تبرمجها وتؤثر فيها الوراثيات كثيراً، ما يجعل إستراتيجية أي لاعب أو كائن حي مُحددة بهذه العوامل الحيوية.

### الصقر والحمامة
كانت مباراة الصقر والحمامة التقليدية أولى المباريات التي حللها ماينارد سميث، وكانت قد ابتُكرت لتحليل معضلة لورينز ونيبيرغن، والتي تضمنت تنافساً على مورد قابل للمشاركة، فإما أن يكون المتنافس صقراً أو حمامة، وهما نوعان فرعيان أو شكلان لنوع واحد يمتلكان استراتيجيات مختلفة، فيُظهر الصقر عدائية بدايةً، ومن ثم يتصاعد للقتال إلى أن يفوز أحد الطرفين أو يُصاب (يخسر)، من جهة أخرى تُبدي الحمامة عدائية أيضاً في البداية، ولكنها إذا واجهت تصاعداً كبيراً ستلجأ للأمان، فإن لم يواجهها تصاعد كهذا، تُحاول الحمامة مشاركة المورد.
|         | مقابل الصقر | مقابل الحمامة |
| الصقر   | س/2 – ع/2   | س             |
| الحمامة | 0           | س/2           |

إذا أُعطي المورد القيمة س، والضرر الناتج عن خسارة القتال القيمة ع:
- إذا قابل الصقر الحمامة سيحتفط بالمورد س بأكمله لنفسه
- إذا قابل الصقر صقراً آخر، سيفوز نصف عدد المرات، ويخسر النصف الآخر، وبالتالي سيكون الناتج الوسطي س/2 – ع/2
- إذا قابلت الحمامة صقراً ستتراجع ولن تحصل على شيء (0)
- إذا قابلت الحمامة حمامة أخرى ستتشاركان المورد وبالتالي تنتج القيمة س/2

ولكن المكسب الحقيقي يعتمد على احتمالية مقابلة صقر أو حمامة، والذي يُعتبر تمثيلاً لنسبة الصقور والحمامات في الجمهرة عندما تجري مباراة معينة، وهو ما يتحدد بدوره بنتائج جميع المباريات السابقة.
فإذا كان تكليف الخسارة ع أكبر من قيمة الفوز س (الحالة الاعتيادية في العالم الطبيعي)، ستؤول المباراة رياضياً لمزيج من استراتيجيتين يكون فيهما تعداد الصقور في الجمهرة س/2، فيرتد التعداد لنقطة التوزان هذه إذا تسبب أي صقر أو حمامة جديدين باضطراب فيه، ويفسر حل مباراة الصقر والحمامة لمَ تتضمن معظم مباريات الحيوانات سلوكيات قتال تقليدية فقط في المباريات عوضاً عن خوض معارك صريحة، ولكن النتيجة لا تعتمد إطلاقاً على سلوكيات مصلحة النوع كما اقترحها لورينز، وإنما فقط على تضمين تصرفات ما يسمى بالجينات الأنانية.

### حرب الاستنزاف
يكون المورد في مباراة الصقر مع الحمامة قابلاً للتشارك، ما يعود لمكاسب لكلا الحمامتين المتقابلتين في مباراة زوجية، ولكن عندما يكون المورد غير قابل للتشارك، بل قد يتوفر مورد بديل في حالة التراجع والبحث في مكان آخر، تكون استراتيجيات الصقر والحمامة الصرفة أقل فعالية.
وإذا ترافق المصدر غير القابل للتشارك مع تكاليف عالية لخسارة مباراة ما (الإصابة أو الموت المحتمل)، تتضاءل مكاسب كل من الصقر والحمامة أكثر، وبالتالي يمكن تطبيق إستراتيجية أكثر أماناً وأقل تكلفة، وهي المراوغة وانتظار الفوز، وعندها تُكبّد المباراة تكاليف متراكمة، إما أن تكون متعلقة بالعرض، أو المشاركة المطوّلة غير المحسومة، وبالتالي تصبح كالمزاد العلني حيث يفوز المتسابق الذي يتحمل التكاليف الأكبر، بينما يلقى الخاسر التكاليف ذاتها لكن دون أي مورد، وتؤدي رياضيات نظرية الألعاب التطورية الناتجة لاستراتيجية مثلى للمراوغة الموقّتة.
ففي حرب الاستنزاف تكون كل إستراتيجية ثابتة وقابلة للتوقع غير مستقرة، إذ سيُستعاض عنها في النهاية باستراتيجية هجينة تعتمد على حقيقة أن بإمكانها التفوق على الاستراتيجية الآنية القابلة للتوقع باستثمار المزيد قليلاً من مورد الانتظار لضمان الفوز، وبالتالي لا يمكن إلا لاستراتيجية عشوائية غير قابلة للتوقع أن تحافظ على نفسها وسط جمهرة من المرواغين.

### حالات اللاتناسق التي تتيح استراتيجيات جديدة
في حرب الاستنزاف يجب ألا يوجد أي مؤشر على حجم رهان ما بالنسبة للخصم، وإلا لكان بإمكانه استخدامه في إستراتيجية مضادة فعالة، لكن توجد حقيقةً إستراتيجية بإمكانها التفوق على المراوغة في مباراة حرب الاستنزاف إذا توفّر عدم تناسق ملائم، وهي الاستراتيجية البرجوازية.
توظّف الاستراتيجية البرجوازية أحد أشكال عدم التناسق للتخلص من المأزق، كما في الاستحواذ على مورد ما، فتتمثل الاستراتيجية بلعب المتسابق لدور الصقر إذا كان هو المستحوذ على المورد، والتراجع في الحالة الأخرى، ويتطلب ذلك قدرة إدراكية أكبر من حالة الصقر المذكورة سابقاً، ولكن تشيع هذه الاستراتيجية في الكثير من المباريات بين الحيوانات، مثل الجارية بين فميات الأرجل أو فراشات الخشب المرقطة.

### السلوك الاجتماعي
تمثّل مباريات مثل الصقر والحمامة وحرب الاستنزاف تنافساً صرفاً بين الأفراد، دون أي عوامل اجتماعية، لكن حيثما تنطبق التاثيرات الاجتماعية، تتُاح للمتسابقين أربعة بدائل للتفاعل الاستراتيجي، وهو ما يظهره الشكل التالي، إذ تُعبر إشارة (+) عن الفائدة، وتشير الـ (-) للتكلفة.
- في العلاقة التعاونية أو متبادلة المنفعة لا يمكن التمييز تقريباً بين (المعطي) و (المتلقي) لأن كليهما يكتسب فائدة في المباراة بالتعاون، فعلى سبيل المثال يكون الطرفان في موقف شبيه بالمباراة يمكن لكليهما الاستفادة منه باتباع إستراتيجية معينة، أو قد يُفرض عليهما التصرف بانسجام مع بعضهما نتيجة قيود تطوق كليهما في بوتقة واحدة.
- في العلاقة الغيرية يؤمن المعطي فائدة للمتلقي على حساب ذاته، وفي الحالة العامة يكون المتلقي على صلة قربى بالمعطي ويحدث العطاء باتجاه واحد، وعلى الرغم من اعتبار سلوكيات كهذه غيرية، قد يُظهر تحليلها نشوءها من استراتيجيات أنانية إلى أقصى حد.
- تُعد الضغينة من جهة أخرى شكلاً معكوساً من الغيرية بالضرورة تُقدَّم فيه المساعدة للحليف بأذية منافسه، وفي الحالة العامة يكون الحليف على صلة قربى بالمعطي، وتتمثل الفائدة في تسهيل البيئة التنافسية عليه.
- تُعتبر الأنانية المعيار الأساسي لجميع خيارات الاستراتيجيات من منظور نظرية الألعاب، إذ لا بد أن تكون هذه الاستراتيجيات موجهة لبقاء الذات وتكاثرها.